# Volker Wittkamp

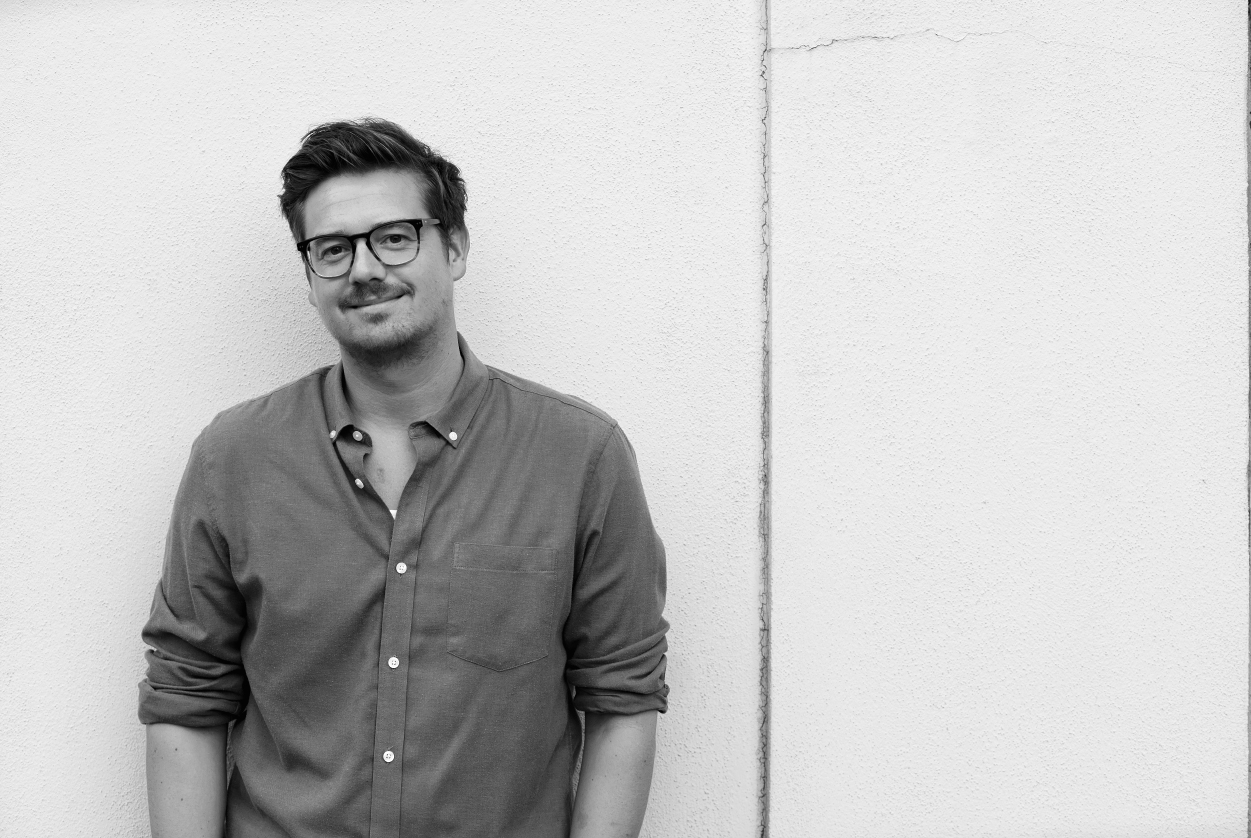
Volker Wittkamp

Volker Wittkamp (* 1. Mai 1983 in Siegburg) ist ein deutscher Urologe und Autor.

## Leben
Volker Wittkamp wuchs mit seinem älteren Bruder Peter (* 1981), der ebenfalls als Autor tätig ist, in Asbach (Westerwald) auf.  Volker Wittkamp studierte Medizin an der Universität Bonn. Er arbeitete fünf Jahre am Marien-Krankenhaus in Bergisch Gladbach, im Malteser-Krankenhaus St. Hildegardis in Köln und ist derzeit in einer ambulanten Rehaklinik in Hennef tätig. Im Jahr 2016 veröffentlichte er sein Sachbuch „Fit im Schritt – Wissenswertes vom Urologen“, das vier Wochen in der Spiegel-Bestsellerliste der Top 20 Paperback Sachbuch geführt wurde. Das Buch wurde auch auf Französisch, Niederländisch, Polnisch und Norwegisch veröffentlicht.
Wittkamp schreibt unter anderem zusammen mit Annette Frier die Kolumne „In Sachen Liebe“ für den Kölner Stadt-Anzeiger. Er hatte Auftritte in der Talkshow Markus Lanz im ZDF Mitte Januar 2017, in der Sendung MDR um 4 Ende Januar 2017, im Podcast 1LIVE Intimbereich Anfang Dezember 2022 und im Kölner Treff des WDR Fernsehens am 19. Januar 2024. Wittkamp las aus seinem Buch in Mike Litts Hörfunksendung 1LIVE Klubbing. Unter dem Pseudonym „Doc Intro“ ist er als Indie-DJ (früher unter dem Pseudonym „Geschmacksverstärker“) tätig und schrieb als Kolumnist für die Zeitschrift Intro.
Zusammen mit der Gynäkologin und Bestsellerautorin Sheila de Liz betreibt er den Aufklärungskanal @doktorsex auf TikTok mit über 500.000 Followern. Wittkamp war als Urologe Volker Rachow in der Sat1-Serie Klinik am Südring zu sehen.
Zusammen mit Marie-Chantal Likoy als Sex-Coach beschäftigte er sich mit Patienten-Schauspielern und deren Problemen in der vier Folgen umfassenden Serie Die Sex-Klinik, die ab Mitte August 2020 bei TVNOW verfügbar war und ab Dezember 2020 bei RTL Zwei ausgestrahlt wurde.
Er lebt in Köln.

## Schriften
- Volker Wittkamp: Fit im Schritt. Wissenswertes vom Urologen. Piper, München 2016, ISBN 978-3-492-06049-3.
- Cell-free circulating DNA: diagnostic value in patients with testicular germ cell cancer[13]